# Kristers Gudļevskis
Kristers Gudļevskis, född 31 juli 1992, är en lettisk professionell ishockeymålvakt som spelar för Modo Hockey i Allsvenskan säsongen 2022/2023. Gudļevskis spelade för Brynäs IF i SHL säsongen 2021/2022. Han har tidigare spelat för Tampa Bay Lightning i NHL och  Dinamo Riga i KHL och på lägre nivå för Syracuse Crunch i AHL och Florida Everblades i ECHL.
Gudļevskis draftades i femte rundan i 2013 års draft av Tampa Bay Lightning som 124:e spelare totalt.
1 juli 2017 blev han tradad till New York Islanders i utbyte mot Carter Verhaeghe och 11 juli skrev han på ett ettårskontrakt med klubben.

## Statistik
M = Matcher, V = Vinster, F = Förluster, O = Oavgjorda, ÖF = Förluster på övertid eller straffar, MIN = Spelade minuter, IM = Insläppta Mål, N = Hållit nollan, GIM = Genomsnitt insläppta mål per match, R% = Räddningsprocent

### Grundserie
| Källa: Uppdaterad: 2014-04-21 | Källa: Uppdaterad: 2014-04-21 | Källa: Uppdaterad: 2014-04-21 | Källa: Uppdaterad: 2014-04-21 | Källa: Uppdaterad: 2014-04-21 | Källa: Uppdaterad: 2014-04-21 | Källa: Uppdaterad: 2014-04-21 | Källa: Uppdaterad: 2014-04-21 | Källa: Uppdaterad: 2014-04-21 | Källa: Uppdaterad: 2014-04-21 | Källa: Uppdaterad: 2014-04-21 | Källa: Uppdaterad: 2014-04-21 | Källa: Uppdaterad: 2014-04-21 |  |
| Säsong                        | Lag                           | Liga                          | M                             | V                             | F                             | O                             | ÖF                            | MIN                           | IM                            | N                             | GIM                           | R%                            |  |
| ----------------------------- | ----------------------------- | ----------------------------- | ----------------------------- | ----------------------------- | ----------------------------- | ----------------------------- | ----------------------------- | ----------------------------- | ----------------------------- | ----------------------------- | ----------------------------- | ----------------------------- |  |
| 2012–2013                     | Dinamo Riga                   | KHL                           | 2                             | 1                             | 1                             | 0                             | —                             | 82                            | 3                             | 0                             | 2.18                          | .921                          |  |
| 2013–2014                     | Tampa Bay Lightning           | NHL                           | 1                             | 1                             | 0                             | —                             | 0                             | 60                            | 2                             | 0                             | 2.00                          | .947                          |  |
|                               | Syracuse Crunch               | AHL                           | 34                            | 18                            | 11                            | 4                             | —                             | 1901                          | 85                            | 5                             | 2.68                          | .901                          |  |
|                               | Florida Everblades            | ECHL                          | 11                            | 7                             | 4                             | 0                             | —                             | 656                           | 20                            | 2                             | 1.83                          | .925                          |  |
| NHL totalt                    | NHL totalt                    | NHL totalt                    | 1                             | 1                             | 0                             | —                             | 0                             | 60                            | 2                             | 0                             | 2.00                          | .947                          |  |
| KHL totalt                    | KHL totalt                    | KHL totalt                    | 2                             | 1                             | 1                             | 0                             | —                             | 82                            | 3                             | 0                             | 2.18                          | .921                          |  |
| AHL totalt                    | AHL totalt                    | AHL totalt                    | 34                            | 18                            | 11                            | 4                             | —                             | 1901                          | 85                            | 5                             | 2.68                          | .901                          |  |
| ECHL totalt                   | ECHL totalt                   | ECHL totalt                   | 11                            | 7                             | 4                             | 0                             | —                             | 656                           | 20                            | 2                             | 1.83                          | .925                          |  |

### Slutspel
| Säsong     | Lag                 | Liga       | M | V | F | MIN | IM | N | GIM   | R%   |
| ---------- | ------------------- | ---------- | - | - | - | --- | -- | - | ----- | ---- |
| 2013–2014  | Tampa Bay Lightning | NHL        | 1 | 0 | 0 | 6   | 1  | 0 | 10.00 | .667 |
| NHL totalt | NHL totalt          | NHL totalt | 1 | 0 | 0 | 6   | 1  | 0 | 10.00 | .667 |